# Omalo
Omalo è il villaggio principale della Tuscezia, regione storica della Georgia ricompresa nella municipalità di Akhmeta, in Cachezia; dista pochi chilometri in linea d'aria dal confine con la Cecenia ed il Daghestan.
Omalo si trova tra la catena del Gran Caucaso e quella dei monti Pirikita. A causa della sua posizione sul versante settentrionale della catena del Grande Caucaso e della mancanza di strade ben tenute, è isolato dal resto della Georgia per la maggior parte dell'anno.
Da sud, infatti, è raggiungibile solo attraverso il passo di Abano (2926 m s.l.m.) attraverso una carrozzabile percorribile solo da mezzi fuoristrada dalla fine di giugno alla metà di ottobre.
Ha conosciuto negli ultimi anni un modesto ma crescente sviluppo turistico